# Georgică Vameșu
Georgică Vameșu (né le 3 novembre 1968 à Poiana) est un ancien footballeur roumain.

## Biographie
Georgică Vameșu évolue en Roumanie et en Belgique.
Il dispute sept matchs en Coupe de l'UEFA avec le club du Rapid Bucarest.

## Palmarès
- Champion de Roumanie de Division 2 en 1990 avec le Rapid Bucarest
- Finaliste de la Coupe de Roumanie en 1995 avec le Rapid Bucarest